# Comté de Juab
Cette page contient des caractères spéciaux ou non latins. S’ils s’affichent mal (▯, ?, etc.), consultez la page d’aide Unicode.
Le comté de Juab (en anglais [ˈdʒuːæb]) est l'un des vingt-neuf comtés de l’État de l'Utah aux États-Unis. Son nom provient d’un mot amérindien signifiant « vallée de la soif » ou simplement « vallée ».
Le comté a été formé en 1852 en incluant une partie du Nevada actuel. Sa superficie a été réduite en 1854 et 1856.
Son siège est Nephi, ville la plus peuplée du comté.